# Krypno (gromada)
Krypno – dawna gromada, czyli najmniejsza jednostka podziału terytorialnego Polskiej Rzeczypospolitej Ludowej w latach 1954–1972.
Gromady, z gromadzkimi radami narodowymi (GRN) jako organami władzy najniższego stopnia na wsi, funkcjonowały od reformy reorganizującej administrację wiejską przeprowadzonej jesienią 1954 do momentu ich zniesienia z dniem 1 stycznia 1973, tym samym wypierając organizację gminną w latach 1954–1972.
Gromadę Krypno z siedzibą GRN w Krypnie utworzono – jako jedną z 8759 gromad – w powiecie monieckim w woj. białostockim, na mocy uchwały nr 19/V WRN w Białymstoku z dnia 4 października 1954. W skład jednostki weszły obszary dotychczasowych gromad Krypno, Ruda, Góra, Morusy i Zygmunty ze zniesionej gminy Krypno w tymże powiecie. Dla gromady ustalono 13 członków gromadzkiej rady narodowej.
1 stycznia 1969 do gromady Krypno przyłączono obszar zniesionej gromady Długołęka.
1 stycznia 1972 do gromady Krypno przyłączono wieś Bajki Zalesie ze zniesionej gromady Wyszowate; z gromady Krypno wyłączono natomiast Państwowe Gospodarstwo Rolne i Państwowe Gospodarstwo Rybackie Knyszyn, włączając je do nowo utworzonej gromady Knyszyn.
Gromada przetrwała do końca 1972 roku, czyli do kolejnej reformy gminnej. Z dniem 1 stycznia 1973 roku reaktywowano gminę Krypno.